# Folklore (album, Nelly Furtado)
Folklore je druhé řadové album kanadské zpěvačky Nelly Furtado, které vyšlo 25. listopadu 2003. Album se stalo opět velmi úspěšným, ale nedosáhlo věhlasu prvního alba Whoa, Nelly!.
Na albu je i píseň Força, která se stala oficiální hymnou mistrovství Evropy ve fotbale v roce 2004.

## Seznam písní
1. One Trick Pony - 4:47
2. Powerless (Say What You Want) - 3:52
3. Explode - 3:44
4. Try - 4:39
5. Fresh off the Boat - 3:16
6. Força - 3:40
7. The Grass Is Green - 3:50
8. Picture Perfect - 5:16
9. Saturdays - 2:05
10. Build You Up - 4:58
11. Island of Wonder - 3:49
12. Childhood Dreams - 6:35

## Umístění ve světě
| Hitparáda      | Umístění |
| -------------- | -------- |
| USA            | 38       |
| Kanada         | 18       |
| Velká Británie | 11       |
| Austrálie      | 82       |
| Německo        | 4        |
| Švýcarsko      | 13       |
| Mexiko         | 4        |
| Nizozemsko     | 7        |

| Prodejnost | Počet     |
| ---------- | --------- |
| Celkem     | 1,500,000 |